# Emperador Carlos V (1898)
Броньований крейсер «Емперадор Карлос V» (ісп. Emperador Carlos V) — бойовий корабель іспанського флоту, єдиний свого типу. Через особливості бронювання іноді класифікувався як захищений крейсер. Певною мірою був розвитком ідей, закладених в італійських броненосців типу «Італія». Проєкт розвитку не одержав.

## Конструкція

### Силова установка
Корабель оснащувався двома паровими машинами загальною потужністю до 15 000 індикаторних сил. На ходових випробуваннях 22 квітня 1897 року була досягнуто швидкість 18,8 вузлів. Але у практичній службі корабель не міг набрати швидкість понад 16 вузлів.
Перевагою корабля був величезний — 1800 тонн — запас вугілля. Він значно збільшував радіус дії. Для Іспанії, нечисленні збережені колоніальні володіння якої були віддалені від метрополії, великий радіус дії був значною перевагою.

### Бронювання
Основу захисту корабля становила потужна карапасна броньова палуба, що досягала товщини 165 міліметрів. Палуба закривала від снарядів усю підводну частину корабля. У центрі корпусу піднімалася вище за ватерлінію.
Броньового поясу по ватерлінії корабель не мав. Тільки вище ватерлінії бронею завтовшки 50-мм (з 25-міліметрових сталевих плит фірми «Сіменс», покладених на 25-міліметрові хромонікелеві плити) прикривалася батарея 140-мм гармат. Тому за ідеологією захисту «Емперадор Карлос V» був захищеним (бронепалубним) крейсером.
Решта корпусу, крім артилерії, не мала захисту. Барбети гармат головного калібру та каземати скорострільної артилерії стояли прямо на верхній палубі, і під ними до броньової палуби залишався значний незахищений проміжок, уразливий для будь-яких попадань.
Важкі гармати були захищені 250-міліметрової товщини броньовим барбетом. Прикривалися зверху 80-міліметровими броньовими куполами, що оберталися разом з гарматами.

### Озброєння
Основу озброєння корабля становили дві 280-міліметрові 35-каліберні гармати системи Онторіа. Вони мали дальність до 10500 метрів, їх скорострільність становила трохи більше 1 пострілу на хвилину. Обидві гармати розміщувалися в окремих барбетних установках, одна на носі, інша — на кормі корабля.
Батарея допоміжної артилерії складалася з восьми (по чотири на борт) 140-міліметрових швидкострільних гармат. Чотири гармати стояли у броньованому казематі в надбудові, решта — на даху каземату, за щитами. Крім них, ще було чотири 100-міліметрові та дві 12-фунтові скорострільні гармати, а також деяка кількість кулеметів.

## Служба
Корабель був добудований якраз до початку Іспано-американської війни,  корабель був призначений до Другої ескадри під командуванням адмірала Мануєля де Камари вирушили до Філіппін, аби відбити їх після поразки у битві у Манільській бухті. «Емперадор Карлос V» був другим найсильнішим кораблем ескадри. Крім лінійного корабля "Пелайо", решту сил складали допоміжні крейсери та морехідні міноносці.  Ескадра дійшла до Суєцького каналу, коли розгром Першої ескадри адмірала Севере-і-Топете у битві при Сант'яго на Кубі створило загрозу берегам Іспанії і змусило повернути ескадру назад.
Після війни корабель здійснював візити вічливості до інших держав, зокрема направлявся для участі в урочистостях з нагоди коронації Едуарда VII у Великій Британії 1902 року.

## Оцінка проєкту
Попри низку вдалих конструктивних рішень, загалом «Емперадор Карлос V» був скоріш невдачею іспанського кораблебудування. Прийнята на ньому схема бронювання не відповідала захисту такого великого корабля ні від важких гармат (які легко б пробивали 50-міліметрову броню), ні від скорострільної артилерії (яка б вражала неброньований борт). Крім того, озброєння корабля було застарілим. Його єдиною незаперечною перевагою був значний радіус дії, що дозволяв використовувати його для демонстрації прапора.